# Pałac Maryjski w Petersburgu

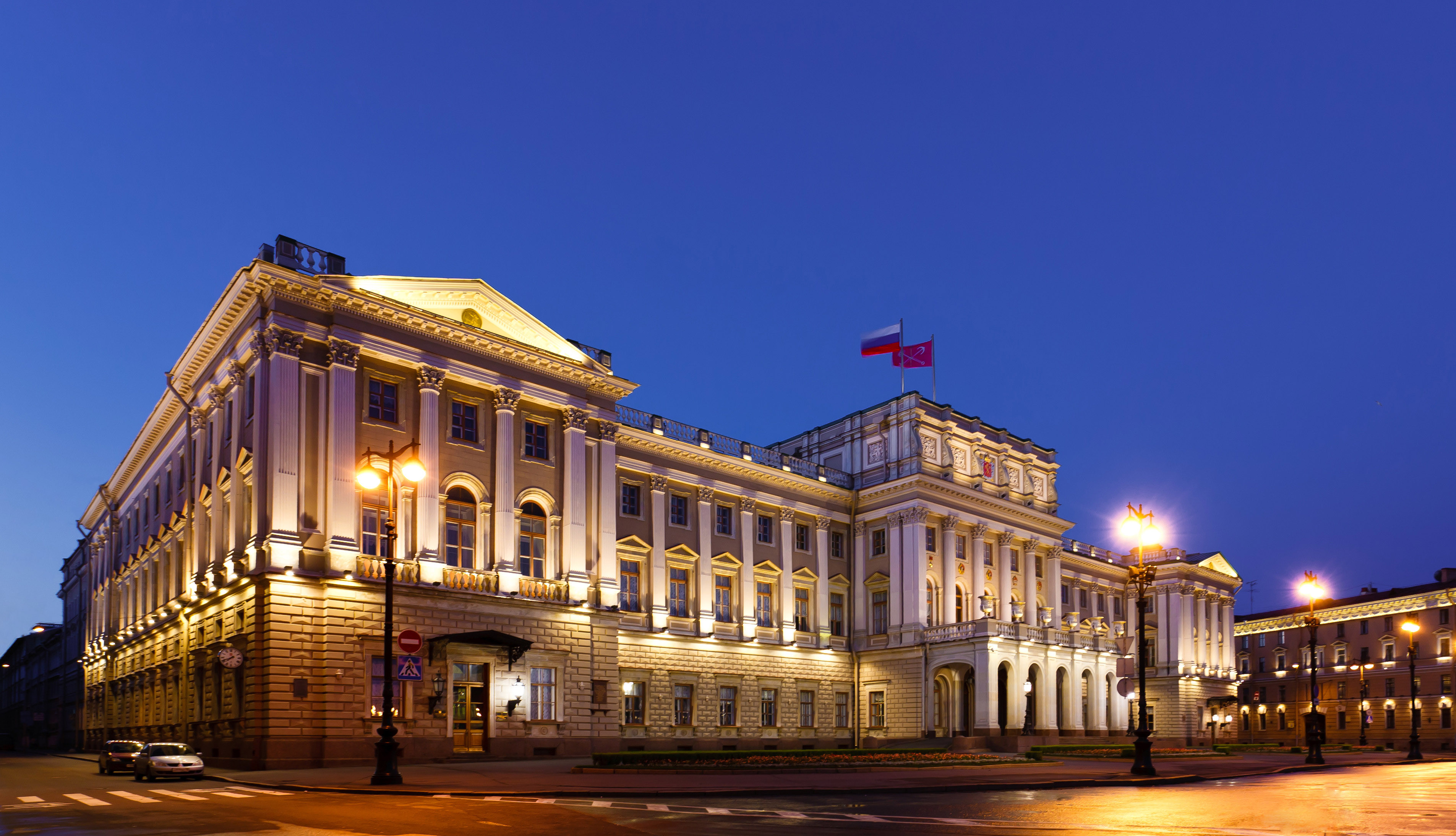
Pałac Maryjski nocą

Pałac Maryjski (ros. Мариинский дворец, Marinskij dworiec) – pałac w Petersburgu, na Wyspie Kazańskiej, przy placu św. Izaaka 6, wzniesiony w latach 1839–1844 jako prezent ślubny dla Marii Nikołajewny, córki cara Mikołaja I. Po rewolucji lutowej w 1917 r. był siedzibą Rządu Tymczasowego.

## Historia
Pałac został zbudowany według projektu Andrieja Stackenschneidera w latach 1839–1844, na miejscu, gdzie znajdowała się wcześniej miejska rezydencja feldmarszałka Iwana Czernyszowa (dzieło Jeana-Baptiste'a Vallina de la Mothe z lat 1762–1768). Na początku XIX w. obiekt ten zajmowała szkoła junkrów i podchorążych kawalerii. Nowy pałac w stylu klasycystycznym (według innego źródła: eklektycznym) wzniesiono na polecenie cara Mikołaja I jako ślubny prezent dla jego córki Marii, wychodzącej za mąż za Maksymiliana księcia Leuchtenbergu. Car osobiście wybrał miejsce dla rezydencji swojej ulubionej córki. Chciał, by jej pałac znajdował się w niewielkiej odległości od carskiego Pałacu Zimowego. Przy wznoszeniu Pałacu Maryjskiego częściowo wykorzystano mury starszej budowli. Nad wystrojem wnętrza pracowali rzeźbiarz David Jensen i malarz Antonio Vighi. W 1845 r. budynek  oddano do użytku, a przez kilka pierwszych dni był dostępny dla publiczności. Już po zakończeniu prac nad budynkiem Maria Nikołajewna zaprosiła malarza Grigorija Gagarina, by wykonał nową dekorację malarską w prywatnej pałacowej cerkwi św. Mikołaja, którą uznała za nazbyt skromną. 
Osiem lat po śmierci Marii Nikołajewny, w 1884 r., jej spadkobiercy sprzedali Pałac Maryjski państwu rosyjskiemu za 3 mln rubli. W końcu XIX w. stał się on siedzibą Kancelarii Państwowej, Komitetu Ministrów, Rady Państwa, a także kancelarii przyjmującej prośby kierowane bezpośrednio do cara. 7 maja 1901 r. w rotundowej sali pałacu odbyło się uroczyste posiedzenie Rady Państwa, które Ilja Riepin uwiecznił na obrazie.
W latach 1906–1907 pałacowy ogród zimowy został przebudowany na nową salę posiedzeń Rady Państwa, która zyskała nowe kompetencje, a dotychczasowe pomieszczenia przestały być dla niej wystarczające. Autorem projektu tej przebudowy był Leontij Benois.
Po rewolucji lutowej Pałac Maryjski został siedzibą rosyjskiego Rządu Tymczasowego i pozostawał nią do lipca 1917 r. W sierpniu 1917 r. w budynku zaczęła pracę komisja przygotowująca wybory do Zgromadzenia Ustawodawczego (Konstytuanty). W czasie rewolucji październikowej, zbrojnego zamachu przeprowadzonego przez bolszewików, pałac należał do kluczowych obiektów w mieście, które zajmowali uczestnicy przewrotu. Pałac Maryjski został zajęty 7 listopada przed południem przez marynarzy oraz żołnierzy Pułku Keksholmskiego. Rada Komisarzy Ludowych rozlokowała w pałacu Wyższą Radę Gospodarki Narodowej i Ludowy Komisariat Majątku. W grudniu 1917 r. w tym właśnie gmachu podjęta została decyzja o znacjonalizowaniu banków. Gdy rząd Rosji radzieckiej przeniósł się z Piotrogrodu do Moskwy, Pałac Maryjski zaadaptowano na koszary Armii Czerwonej i siedziby innych instytucji państwowych. W dawnej cerkwi pałacowej umieszczono salę kinową, dekorację malarską ścian zakryto, a ikonostas zniszczono.
W czasie II wojny światowej i blokady Leningradu Pałac Maryjski pełnił funkcję sztabu leningradzkiego pospolitego ruszenia. Budynek został uszkodzony podczas jednego z ostrzałów miasta.
W latach 1945–1991 w pałacu pracowała Rada Deputowanych Ludowych Leningradu (Lensowiet). Od 1994 r. obiekt należy do Zgromadzenia Ustawodawczego Petersburga. W latach 80. XX wieku częściowo zrekonstruowano ikonostas pałacowej cerkwi. Natomiast w 2015 r. do cerkwi domowej wstawiono ikonostas marmurowy, odtworzono też freski na jej ścianach. Świątynia ponownie jest użytkowana liturgicznie, w szczególny sposób dla modlitwy w intencji żyjących i zmarłych działaczy państwowych i przedstawicieli hierarchii Rosyjskiej Cerkwi Prawosławnej.

## Architektura
Pałac Maryjski zajmuje parcelę na lewym brzegu Mojki, między placem św. Izaaka, Prospektem Wozniesieńskim i zaułkiem Antonienki. Elewacje obiektu zostały utrzymane w stylu klasycystycznym. Fasada budowli posiada trzy ryzality i arkadowy podjazd, podtrzymujący wysoki balkon zdobiony sześcioma wazami. W centralnym ryzalicie, na wyższym piętrze budowli, mieściła się prywatna cerkiew św. Mikołaja. 
Wnętrze pałacu pierwotnie podzielone były na urządzone z wielkim przepychem prywatne apartamenty Marii Nikołajewny i jej rodziny oraz przestrzenie oficjalne. Pomieszczenia, rozplanowane w amfiladzie, rozmieszczono wzdłuż centralnej osi budynku, prowadziły do rotundy, zdobionej 32 kolumnami i nakrytej kopułą. Za rotundą znajdował się początkowo ogród zimowy, przebudowany na pocz. XX w. na wielką salę posiedzeń Rady Państwa.